# 諾里斯 (蒙大拿州)
諾里斯（英語：Norris）是位於美國蒙大拿州麥迪遜縣的普查規定居民點。

## 歷史
諾里斯的郵局自1891年營運至今。

## 人口
根據2020年美國人口普查的數據，諾里斯的面積為0.87平方千米，皆為陸地。當地共有人口46人，而人口密度為每平方千米52.87人。